# Luchthaven van Entebbe
De luchthaven van Entebbe, Entebbe International Airport, is de belangrijkste internationale luchthaven in Oeganda. Ze ligt nabij de stad Entebbe aan de oevers van het Victoriameer, en op ongeveer 35 km van de hoofdstad Kampala.
Het vliegveld werd reeds gebruikt vanaf 1929. Na de Tweede Wereldoorlog werd het uitgebreid en op 10 november 1951 officieel heropend. In mei 1952 was Entebbe een van de tussenstops van de De Havilland Comet van BOAC die op 2 mei van Londen vertrok met als bestemming Johannesburg; dit was de eerste commerciële vlucht van een straalverkeersvliegtuig.
Het oude luchthavengebouw is inmiddels afgebroken, op de controletoren na, en vervangen door een terminal voor binnenlandse vluchten die in 2007 is gebouwd. Het oude gedeelte wordt ook voor militaire vluchten gebruikt. Internationale vluchten gebruiken de passagiersterminal die in de jaren 1970 werd gebouwd.
In juli 1976 was de luchthaven het toneel van Operatie Entebbe, toen een Israëlisch commando's een aanval op de luchthaven uitvoerden om gijzelaars te bevrijden uit de handen van Duitse en Palestijnse vliegtuigkapers. De operatie vond plaats in het "oude" luchthavengebouw, waar Israëlische aannemers aan mee hadden gebouwd.

## Fotogalerij

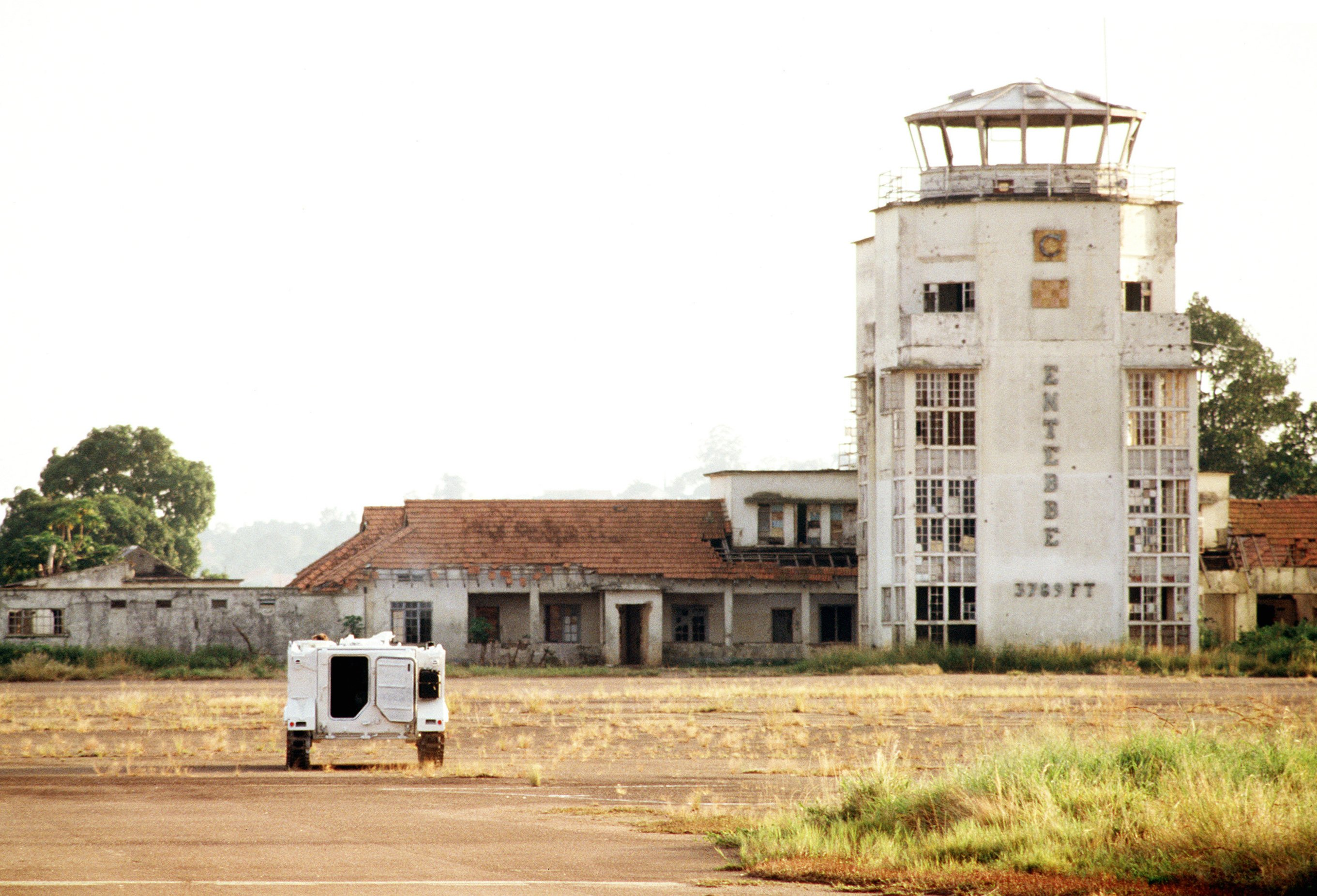
De oude controletoren van Entebbe in 1994
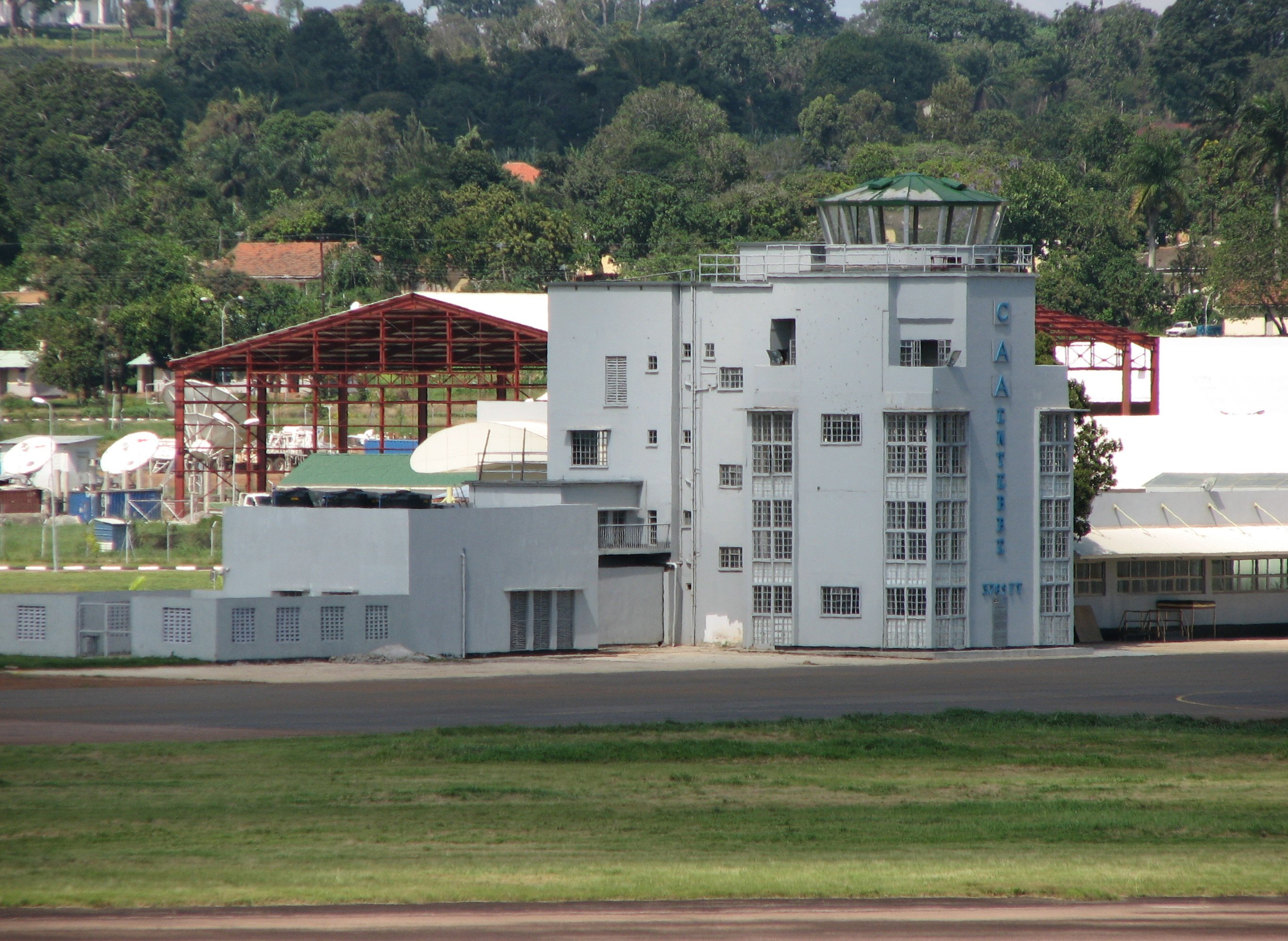
De oude controletoren, opgeknapt, in 2008